# Монастырь Дивша
Монастырь Дивша (серб. Манастир Дивша) или Джипша (серб. Манастир Ђипша) в честь Перенесения мощей Святителя Николая — женский монастырь Сремской епархии Сербской православной церкви на кряже Фрушка-Гора в общине Бачка-Паланка Южно-Бачского округа Воеводины.
Монастырь входит в список памятников культуры Сербии исключительного значения.

## История
Согласно преданию, монастырь Дивша был основан деспотом Иоанном Бранковичем в конце XV века. Первоначальная церковь, вероятно, была деревянной, а храм из кирпича и камня был построен в XVI веке. Первым письменным упоминанием является Четвероевангелие конца XV — начала XVI века. Также монастырь упомянут в турецкой налоговой ведомости за 1566—1569 года. 
В XVII веке монастырь Дивша не упоминается в источниках. В 1706 году в австрийских документах Дивша упоминается как подворье монастыря Кувеждин. В середине XVIII века начинается возрождение монастыря. В это время к церкви был пристроен новый притвор, построена колокольня и братский корпус.
С 1913 по 1922 год монастырь пустовал. Игумен Пантелеимон (Лазич) возобновил его деятельность. В 1923 году Дивша вновь получила статус самостоятельного монастыря, но уже в 1933 году она вновь стала подворьем монастыря Кувеждин и превращена в женский монастырь. 
В 1944 году монастырь сильно пострадал от взрыва. В 1970-х годах проведена реставрация церкви, а колокольня была разрушена из-за невозможности восстановления. С 1980-х годов в монастыре возрождена монашеская жизнь.